# 撥弦樂器
撥弦樂器是用手指或撥子撥弦而發音的樂器總稱。

## 撥弦樂器列表

### 西洋樂器
- 豎琴
- 里拉琴
- 大鍵琴
- 吉他
- 電吉他
- 槍吉他
- 高音吉他（木吉他、民謠吉他）
- 中音吉他（普通吉他）
- 古典吉他（西班牙吉他）
- 佛朗明哥吉他（西班牙樂器）
- 電貝斯
- 比維拉琴（西班牙樂器）
- 烏克麗麗
- 齊特琴
- 魯特琴
- 長頸魯特琴
- 曼陀林
- 曼陀拉（mandola，中音曼陀林）
- 曼陀切洛（mandocello，低音曼陀林）
- 曼陀隆（mandolone，重低音曼陀林）
- 查蘭戈（charango）

### 東亞民族樂器
- 琵琶
- 箏
- 琴

#### 中國
- 中國琵琶
- 古箏
- 瑟
- 古琴
- 月琴
- 柳琴
- 阮咸
- 箜篌
- 三弦

#### 日本
- 三味線
- 日本琵琶
- 日本箏

#### 朝鮮
- 伽倻琴
- 御殷琴
- 朝鮮琵琶

#### 越南
- 彈匏
- 越南箏
- 越南琵琶

### 其他民族樂器
- 西塔琴（南亞樂器）
- 維納琴（南亞樂器）
- 沙樂琴（南亞樂器）
- 烏德琴（中東樂器）
- 班卓琴（又稱斑鳩琴、班喬琴，美洲樂器）
- 巴拉萊卡琴（又稱三角琴，俄羅斯樂器）
- Kanun
- Kantele
- 布祖基琴（Bouzouki，希臘現代民族樂器）
- 热瓦甫（中亞樂器）
- 班杜拉琴（烏克蘭民族樂器）